# Ange Diawara
Ange Diawara (Sibiti, 1941 - abril de 1973) foi uma figura política e militar da República do Congo.
Diawara nasceu em Sibiti de mãe congolesa e pai maliano. Recebeu educação superior em Cuba e na União Soviética. Quando o Conselho Nacional Revolucionário (CNR) foi estabelecido em agosto de 1968, Diawara tornou-se Primeiro Vice-Presidente do Conselho Executivo do CNR, encarregado da Defesa e Segurança. Posteriormente, foi membro fundador do Partido Congolês do Trabalho (PCT) em dezembro de 1969 e tornou-se Secretário do Conselho Executivo do CNR. Foi incluído no Bureau Político do PCT, formado em 31 de dezembro de 1969, como primeiro comissário político do Exército, e foi ministro do governo. Era Ministro de Equipamentos, Agricultura, Assuntos Hídricos e Silvicultura, e em 13 de junho de 1971 foi adicionalmente designado para o portfólio de Desenvolvimento.
Quando o Bureau Político do PCT foi reduzido a cinco membros em dezembro de 1971, Diawara permaneceu como membro e foi encarregado da Comissão Permanente do Exército. Diawara liderou um golpe de estado fracassado contra o Presidente Ngouabi em fevereiro de 1972. Ele e os outros conspiradores acabaram sendo capturados e mortos em abril de 1973.
Diawara era casado com Adélaïde Mougany.